# Guerre civile péruvienne de 1894-1895
La guerre civile péruvienne de 1894-1895, connue également sous le nom de révolution civile de 1894-1895, tient son origine dans le soulèvement populaire et civil, contre le gouvernement du général Andrés Avelino Cáceres, mené par Nicolás de Piérola. La cause première de cette révolution vient des élections qui ont mené Cáceres au pouvoir en 1894. Mais des causes plus profondes sont à donner pour comprendre le conflit. Pour les opposants du nouveau président, il était urgent de mettre fin à l'hégémonie du Parti Constitutionnel ou cacériste, au pouvoir depuis 1886 et de freiner l'entrée de militaires en grand nombre sur la scène politique. Les insurgés étaient connus sous le nom de coalitionnistes, car les partis d'opposition s'étaient unis pour former la Coalition Nationale (Coalición Nacional). Ils furent également nommés pierolistes en référence à leur chef de file. Les troupes pierolistes étaient formées de guérilleros ou montoneros, qui agissaient dans de nombreuses provinces du pays, ainsi que des volontaires. Cáceres pouvait compter de son côté sur l'armée régulière basée principalement à Lima.
Le conflit s'intensifia lors de l'entrée des troupes révolutionnaires dans Lima avec de sanglants affrontements dans les rues de la ville, qui aboutit à l'abdication de Cáceres. Ce conflit marqua la fin d'une époque dans la vie politique péruvienne et le début de ce que l'on appellera la République aristocratique.

## Antécédents

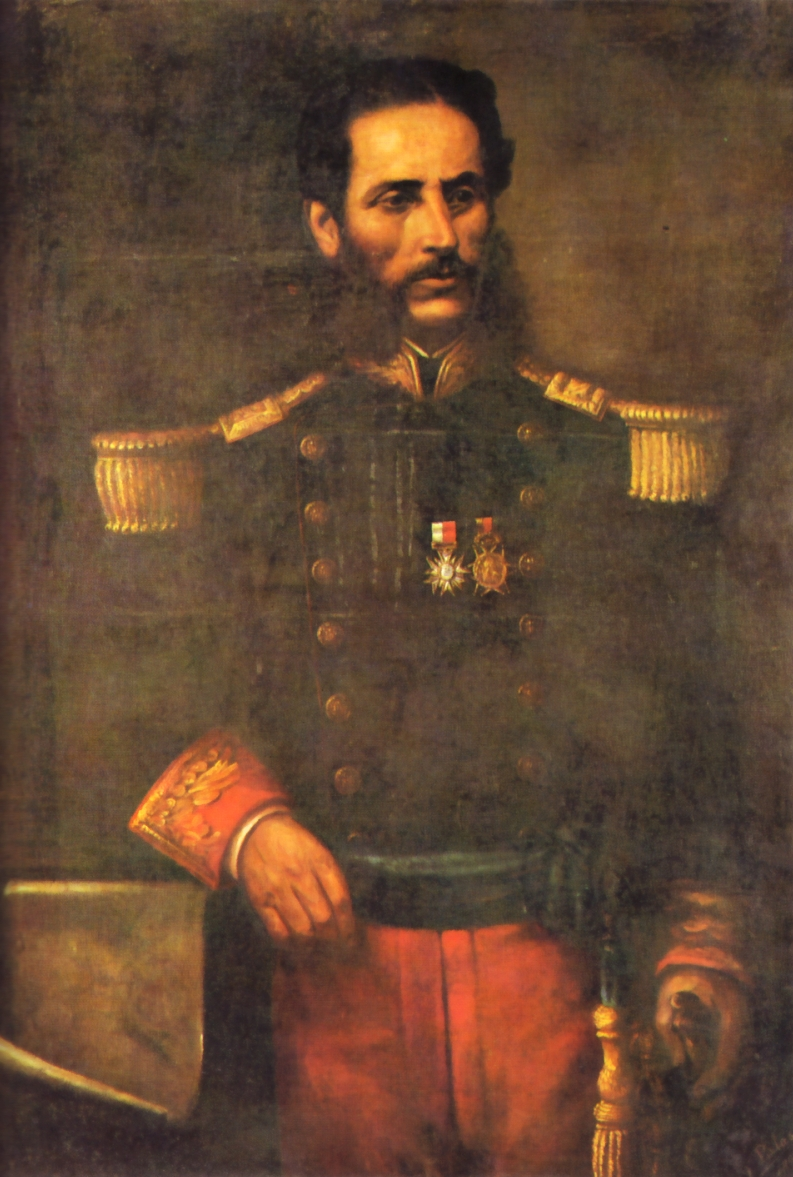
Portrait du général Andrés Avelino Cáceres

Après le désastreuse Guerre du Pacifique, commença au Pérou une période de Reconstruction Nationale. Au sein de la classe politique, on vit émerger de nombreux militaires comme les généraux Miguel Iglesias, Andrés Avelino Cáceres... qui se disputèrent le pouvoir. Iglesias occupa le pouvoir en 1883 pendant un mandat durant lequel il signa la paix avec le Chili. Cette paix fut la source d'un conflit qui l'opposa à Cáceres à la fin duquel ce dernier s'imposa en 1885. Ce fut la première guerre civile depuis la fin de la Guerre du Pacifique. S'instaura alors un gouvernement provisoire, dirigé par un Conseil des ministres, qui organisa une des élections que Cáceres remporta, en tête de son Parti Constitutionnel. S'il gouverna jusqu'en 1890, son influence sur le pouvoir se maintint les années suivantes grâce à ses successeurs (Remigio Morales Bermúdez, Justiniano Borgoño Castañeda.
À la suite de la mort soudaine de Remigio Morales Bermúdez, Cáceres prépara sa réélection. D'une part en comptant sur l'appui du second vice-président Justiniano Borgoño Castañeda, après avoir écarté Pedro Alejandrino del Solar, premier vice-président, le 1er avril 1894, d'autre part en transgressant la constitution par la dissolution du Congrès. Bogoño, alors président pendant quatre mois, dissout le Congrès pour qu'il ne fasse pas barrage aux volontés de Cáceres. De cette manière, il élimina tous les obstacles qui pouvaient se présenter sur son chemin vers un nouveau mandat. Ainsi Cáceres fut l'unique candidat lors de l'élection.

## La Coalition Nationale
L'opposition au gouvernement cacériste se partageait en deux groupes:
- L'Union Civique (Unión Civica) fut une alliance entre les partisans de Mariano Nicolás Valcárcel (en), dissident du cacérisme et le Parti Civile.
- Le Parti Démocratique, fondé en 1882 par Nicolás de Piérola.

Le 30 mars 1894, à la veille de la mort Morales Bermúdez, un pacte fut signé entre les civiques et les démocrates pour la "défense de la liberté électorale et de la liberté de suffrage". La Coalition Nationale ainsi formée, regroupa des membres des deux partis mais également de nombreux adversaires divers de la vie politique du Pérou. Des groupes de guérilleros s'unirent spontanément un peu partout dans toutes les régions, s'initiant à la rébellion civile contre le gouvernement du général Cáceres. Parmi les groupes les plus importants, on peut remarquer celui des frères Oswaldo, Augusto, Edmundo et Teodoro Seminario à Piura, celui d'Augusto Durand à Huánuca, du colonel Felipe Santiago Oré et beaucoup d'autres.

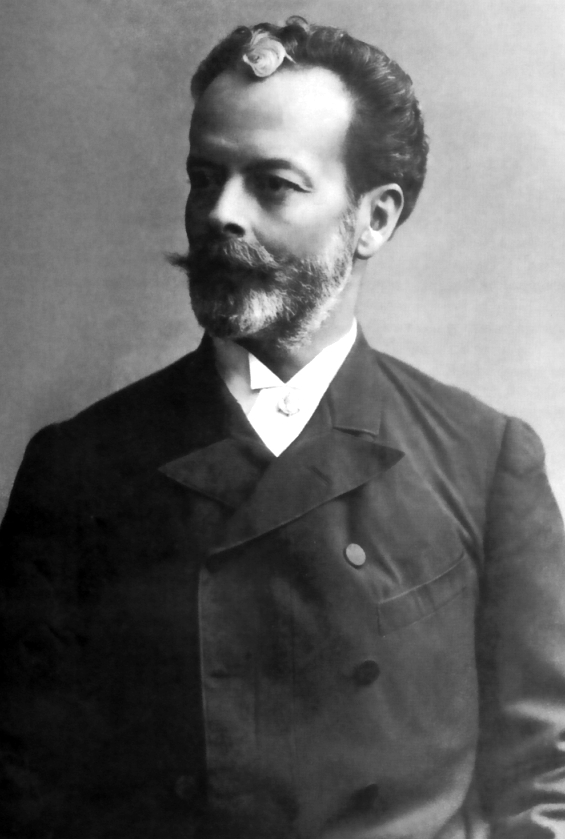
Nicolás de Piérola

## L'arrivée de Piérola
Le mouvement avec ses petits groupes éparpillés n'avait pas de chef autour duquel se réunir. Ainsi Guillermo Billinghurst reçu l'ordre d'aller au Chili, pour convaincre Nicolás de Piérola de prendre la tête de la révolution. Réfugié au Chili, Piérola accepta la mission et embarqua à Iquique, le 19 octobre 1894, à bord d'une chaloupe munie uniquement de deux rames et d'une voile latine. On raconte qu'au moment où Billinghurst lui montre l'embarcation sur laquelle il devrait naviguer, Piérola lui demanda : « Embarqueriez-vous sur ce bateau? Billinghurst lui répondit: Moi non; mais moi je ne me propose pas d'être le régénérateur du Pérou ». Piérola réalisa avec succès le voyage de 300 miles marin le long de la côte, depuis Iquique jusqu'à Puerto Caballas, près de Pisco. Il débarqua le 24 octobre 1894.

## Le Manifeste de Chincha
De Puerto Caballas, Piérola s'installa à Chincha, où le 4 novembre 1894, il lança un "Manifeste à la Nation". Il déclara que le soulèvement était essentiel pour rétablir l'ordre et la loi, "si brutalement maltraités", et de redonner au Pérou sa souveraineté et sa dignité.

## La révolution
De Chincha, Nicolás de Piérola arriva à San Vicente de Cañete, où se réunirent les montoneros. Ensuite il s'installa à Huarichirí, commençant l'avancée sur Lima. Le 26 janvier 1895, Arequipa tomba au main de Amador del Solar, qui se donna le titre de délégué du premier vice-président de la république c'est-à-dire son père: Pedro Alejandrino del Solar qui fut écarté par le gouvernement lors de la mort de Morales Bermúdez. La prise de Lima par les révolutionnaires fut plus difficile. Pour cela, l'ensemble des troupes fut unifié pour former l'armée nationale, dont le chef d'état-major était l'Allemand Pauli. Beaucoup de volontaires furent enrôlés dans cette armée.

## L'attaque de Lima

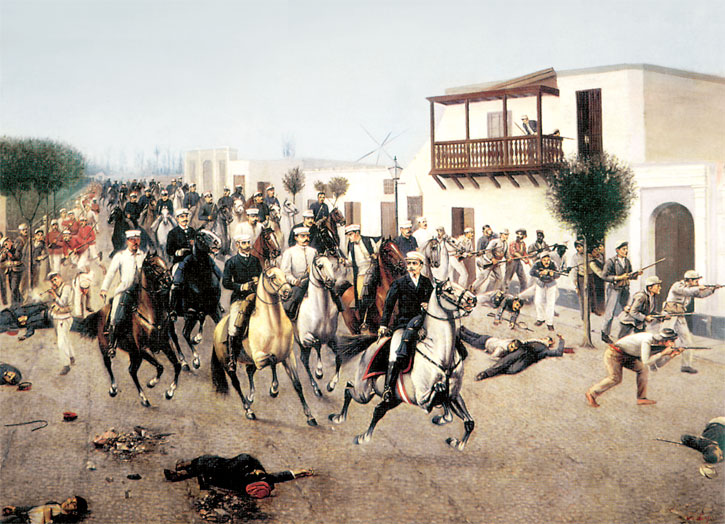
L'entrée de Piérola à Lima à la porte Cocharcas (17 mars 1895)

Depuis janvier 1895, Lima vivait dans l'incertitude, avec la peur d'une attaque sur la ville d'un moment à l'autre. Andrés Avelino Cáceres disposait de 4 000 hommes bien armés. En face, on comptait 3 000 révolutionnaires. Dans l'après-midi du 16 mars 1895, Piérola attaqua la capitale. Ses troupes se divisèrent en trois corps pour attaquer simultanément sur trois fronts.
Au matin du 17 mars, Piérola, à la tête de ses partisans, entra par la Portada de Cocharcas. Les forces de Cáceres se réfugièrent dans le Palais du gouvernement, en combattant héroïquement. Piérola établit son quartier général au "Teatro Segura", à quatre pâté de maisons de la Plaza de Armas. Les combats furent très violents.

## L'armistice
Au petit matin du 19 mars, plus de 1 000 cadavres jonchaient les rues, et 2 000 combattants occupaient déjà les hôpitaux. La forte chaleur accéléra la décomposition des corps, ce qui menaça les habitants d'une épidémie. Une trêve de 24 heures fut accordée afin d'enterrer les morts et de secourir les blessés. Les forces de Piérola n'avaient pas encore victoire acquise. L'armée de Cáceres était presque intacte. Cependant la population soutenait les révolutionnaires.
Une prolongation de la trêve fut signée entre les deux parties, représentées par Luis Felipe Villarán (es) (cacériste) et Enrique Bustamamante y Salazar (piéroliste). Une junte gouvernementale fut également instaurée, présidée par Manuel Candamo Iriarte, avec deux représentants pour chacun des camps. La mission de celle-ci fut d'organiser au plus vite des élections, pendant que les deux armées se retiraient de la capitale. De son côté Cáceres renonça à son poste. La révolution avait triomphé.

## Conséquences

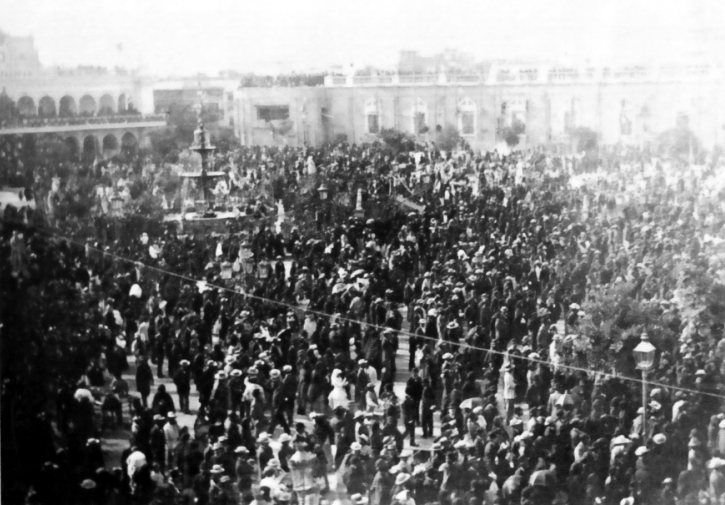
Un défilé à la place des armes de Lima, célébrant le triomphe de la révolution de Piérola contre Cáceres.

Le 8 avril 1895, Pedro Alejandrino del Solar (en) reconnut la Junte et renonça aux droits qui lui étaient attribués au titre de premier vice-président du gouvernement de Morales Bermúdez. Le 14 avril, la junte organisa des élections présidentielles. La Coalition Nationale se maintint pour soutenir la candidature de Nicolás de Piérola qui gagna avec une majorité écrasante.
Piérola occupa la présidence le 8 septembre 1895. Il fut à l'initiative de la reconstruction du pays depuis la Guerre du Pacifique. Il inaugura une nouvelle ère dans la vie politique péruvienne, connue sous le nom de République aristocratique, qui perdura jusque dans les années 1920. Il démontra ses réels talents d'homme politique, en choisissant les meilleurs pour occuper les postes ministériels.